# Biennale di San Paolo

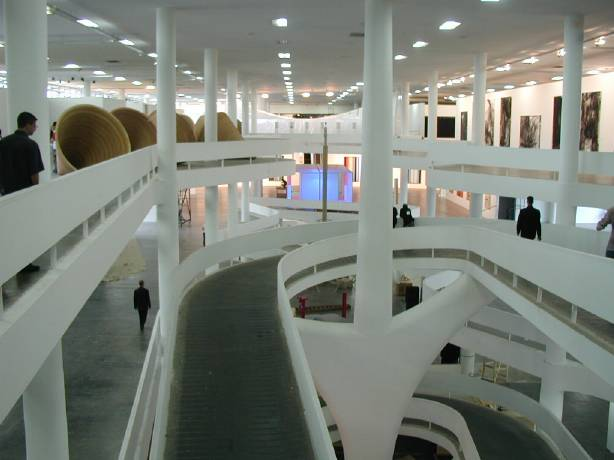
São Paulo Biennial: Pavilhão Ciccillo Matarazzo

La Biennale di San Paolo è una manifestazione di arte contemporanea che si tiene in Brasile (in portoghese Bienal de São Paulo).

## Storia della Biennale di San Paolo
Fu fondata nel 1951 ed è la seconda più vecchia biennale di arte contemporanea al mondo, dopo la Biennale di Venezia (attiva dal 1895) dalla quale si è ispirata. Soprattutto negli anni settanta era fra le più rilevanti a livello internazionale; numerosi artisti italiani contemporanei sono stati premiati per le loro opere esposte, fra questi ricordiamo, per esempio: Pietro Consagra nel 1955, Valeriano Trubbiani nel 1965, Carlo Lorenzetti 1967, Amalia Del Ponte nel 1973 e tanti altri.

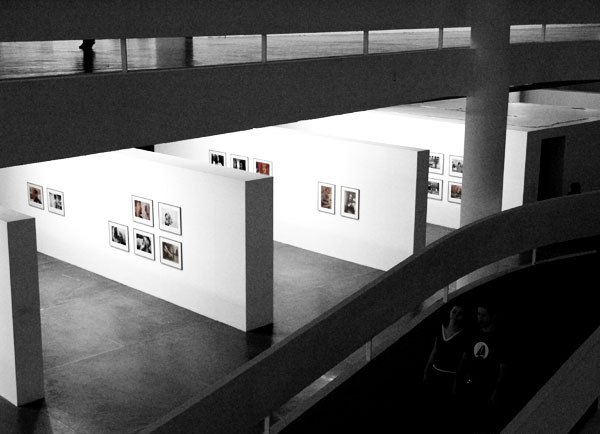
27. São Paulo Art Biennial - 2006

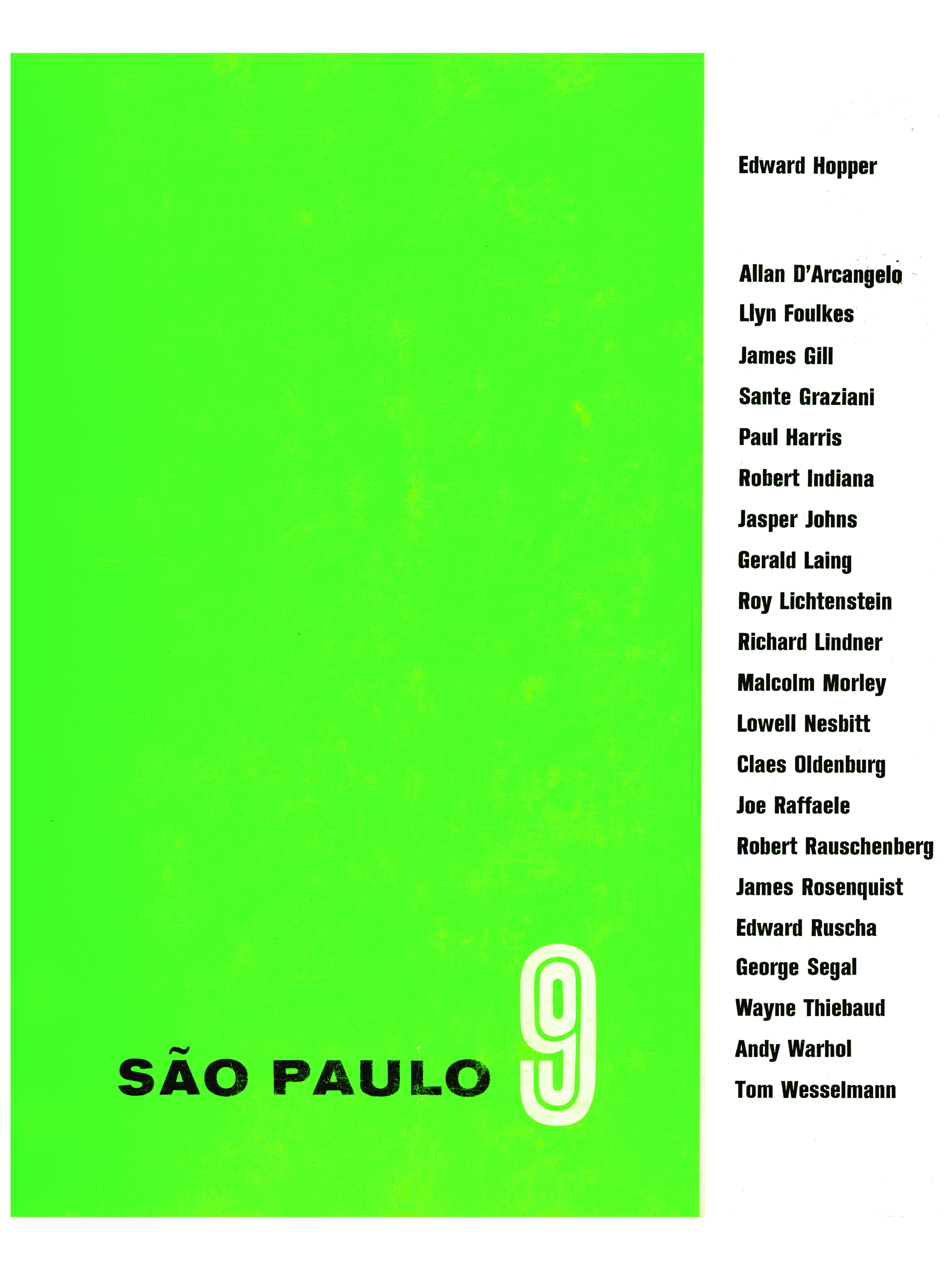
São Paulo 9 (1967)